# Potamon
Pour les articles homonymes, voir potamon.
Potamon, en grec Ποτάμων ὁ Ἀλεξανδρεύς, est un philosophe d’Alexandrie. Il aurait vécu sous Auguste selon la Souda, au IIIe siècle de notre ère selon d’autres.
Il professa systématiquement l’éclectisme et donna à cette doctrine ce nom qu’elle a conservé depuis. Il choisissait dans les diverses sectes les opinions qui lui paraissaient les plus vraies pour en composer sa philosophie. Cette méthode n’était sans doute pas entièrement neuve ; mais il fut le premier qui lui donna une forme régulière et doctrinale. Il ne reste rien de ses écrits, et ce qu’on rapporte de sa philosophie en elle-même n’est pas exempt de contradiction.
D’après Diogène Laërce, Potamon disait que deux choses sont nécessaires pour discerner le vrai : le principe qui juge ou la raison, le principe au moyen auquel on juge, c’est-à-dire la représentation exacte des objets de nos jugements ; qu’il y a quatre principes des choses : la matière, la qualité, l’action, le lieu ; que la fin à laquelle on doit tendre est une vie parfaite en vertu, sans exclure, toutefois, les biens corporels et ceux du dehors.
Péripatéticien quand il s’agissait du principe des choses, Potamon s’attachait, en morale, à concilier le stoïcisme et l’épicurisme.

## Source
- « Potamon », dans Pierre Larousse, Grand dictionnaire universel du XIXe siècle, Paris, Administration du grand dictionnaire universel, 15 vol., 1863-1890 [détail des éditions].